# Stopień kwasowości
Stopień kwasowości – liczba cm3 wodorotlenku sodu (NaOH), o stężeniu 1 mol/dm3, zużyta do zobojętnienia związków o charakterze kwaśnym, zawartych w 100 cm3 lub w 100 g badanego produktu.